# Альто-дель-Кармен

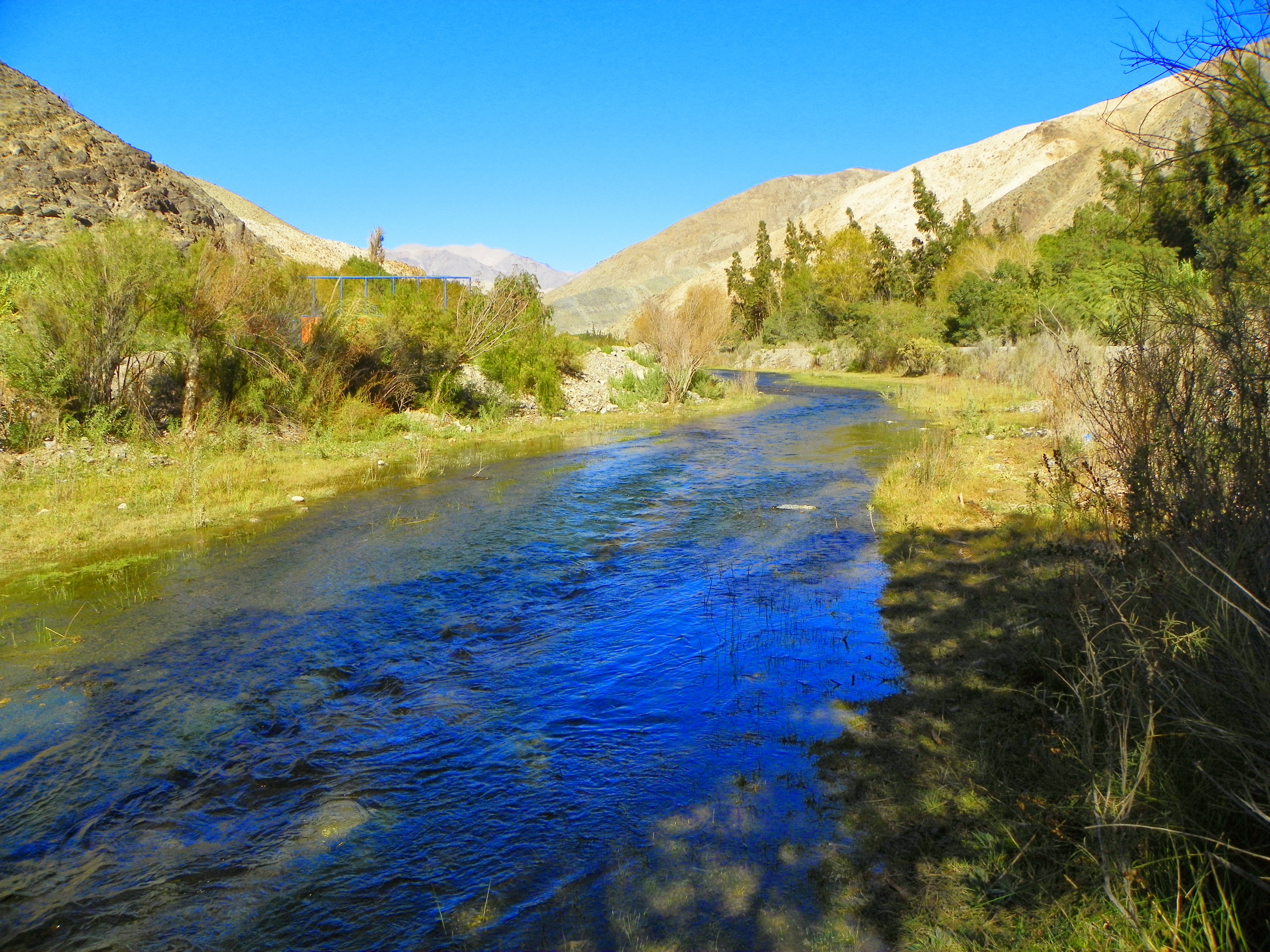

Альто-дель-Кармен (ісп. Alto del Carmen) — селище в Чилі. Адміністративний центр однойменної комуни. Селище і комуна входить до складу провінції Уаско та регіону Атакама.
Територія — 5 939 км². Чисельність населення — 5299 мешканців (2017). Щільність населення — 0,89 чол./км².

## Розташування
Селище розташоване в долині річки Уаско при злитті річок Трансіто і Кармен.
Відстань по автомобільній дорозі до міст:
- Вальєнар — 39 км
- Копіапо — 189 км